# Raffaele Carpentieri
Raffaele Carpentieri (Nocera Inferiore, 31 agosto 1985) è un doppiatore italiano.

## Carriera
In campo cinematografico, ha prestato la voce a numerosi attori, in ruoli da protagonisti e secondari, come Glen Powell in Top Gun: Maverick, Jack Huston in Ben-Hur (2016),  Iko Uwais in Headshot e Jason Derulo in Cats (2019). In più, è la voce di Taku Morisaki, protagonista del film dello Studio Ghibli Si sente il mare (1993), Shigeru Aoba di Neon Genesis Evangelion (1996-1997) e Falco Grice de L'attacco dei giganti (2013-2023).

## Filmografia

### Cinema
- La festa, regia di Carlo Damasco (2009)

### Televisione
- Capri (2008)
- La nuova squadra (2009)

## Doppiaggio

### Cinema
- Jack Huston in Ben-Hur, Fargo, Expats, Viaggio con papà - Istruzioni per l'uso
- Lee Majdoub in Sonic - Il film, Sonic 2 - Il film, Sonic 3 - Il film
- Glen Powell in Top Gun: Maverick, Sulle ali dell'onore, Chad Powers
- Duncan Pow in Rogue One: A Star Wars Story, Andor
- Kaan Urgancıoğlu in Endless Love, Segreti di Famiglia
- Tom Burke in Furiosa: A Mad Max Saga, Black Bag - Doppio gioco
- Billy Magnussen in Lift, Elsbeth
- Jerrod Carmichael in Povere creature!
- Tahar Rahim in Madame Web
- Carlo Alban in Red Zone - 22 miglia di fuoco
- Pico Alexander in 40 sono i nuovi 20
- Jacob Anderson in Overlord
- Satya Bhabha in Dude
- Jamie Blackley in Il quinto potere
- Jake Busey in The Killing Jar - Situazione critica
- Ben Chaplin in The Legend of Tarzan
- Sharlto Copley in The Last Days of American Crime
- D. J. Cotrona in Shazam!
- Steven Cree in Terminator - Destino oscuro
- Jason Derulo in Cats
- Emun Elliott in Exodus - Dei e re
- Bart Fletcher in Sin City - Una donna per cui uccidere
- Adam Garcia in Assassinio sull'Orient Express
- Samir Guesmi in 50 primavere
- Cory Hardrict in Spectral
- Ryan Hansen in CHiPs
- Joel Hogan in Open Water 3 - Cage Dive
- Tenoch Huerta in Sotto sequestro
- Joshua Jackson in Intrigo a Damasco
- Blake Jenner in 17 anni (e come uscirne vivi)
- Adam Jogia in The Drowning
- Cedric D. Jones in Southpaw - L'ultima sfida
- Jaime Lorente in Chi porteresti su un'isola deserta?
- Josh Lucas in Mai lontano da qui
- David Midhunter in The Last Stand - L'ultima sfida
- John Oates in Pixels
- Adam Pally in A.C.O.D. - Adulti complessati originati da divorzio
- Frederik Pleitgen in Sopravvissuto - The Martian
- Scott Porter in 10 Years
- Post Malone in Spenser Confidential
- Sam Morril in Joker
- Mizinga Mwinga in The Walk
- Kaveh Rastegar in La La Land
- Will Rothhaar in Benji
- Clemens Schick in Overdrive
- Kyle Schmid in 10 Minutes Gone
- Harry Shum Jr. in Crazy & Rich
- Brandon Mychal Smith in Nonno scatenato
- Clayton Snyder in Alien Warfare
- Alex Sparrow in The Vatican Tapes
- Morgan Spector in A Vigilante
- Tom Sturridge in Song to Song
- Yasunari Takeshima in Silence
- Kostja Ullmann in La spia - A Most Wanted Man
- Iko Uwais in Headshot
- Peter Vack in Someone Great
- Michael Weston in Wish I Was Here
- Zach Woods in Other People
- Josh Helman in Monster Hunter
- Chad Rook in Resident Evil: Welcome to Raccoon City
- Khris Davis in Space Jam: New Legends
- Yann Bean in On the Line
- Joe Taslim in Mortal Kombat
- Pio Marmaï in La vita è una danza
- Dmitry Chebotaryov in Major Grom - Il medico della peste
- Waël Sersoub in My Name Is Loh Kiwan
- John Salley in Bad Boys: Ride or Die
- Mike Markoff in Hit Man - Killer per caso
- Moses Sumney in MaXXXine
- Ray Fisher in The Piano Lesson
- Kurt Egyiawan in A Real Pain
- Peter Dreimanis in I peccatori
- Grant Harvey in The Accountant 2

### Televisione
- Kaan Urgancıoğlu in Endless Love, Segreti di famiglia
- Jordan Johnson-Hinds in The Endgame - La regina delle rapine
- Tomer Kapon in The Boys
- Pico Alexander in Saint X
- Killian Scott in Secret Invasion
- Sebastián Zurita in Ascolta i fiori dimenticati
- Meegwun Fairbrother in Avatar - La leggenda di Aang
- Julien Doré in Panda
- William McKinney in Will Trent
- Hakan Kurtaş in Thank You, Next
- Shivankit Parihar in Citadel: Honey Bunny
- Cuauhtli Jiménez in Amore e vendetta - Zorro
- Claudio Cataño in Cent’anni di solitudine
- Craig Tate in The Walking Dead: The Ones Who Live
- Mark Coles Smith in Apple Cider Vinegar
- Gabriel Sloyer in Sorelle sbagliate

### Film d'animazione
- Ralph Spaccatutto - Ken Masters
- Le avventure di Taddeo l'esploratore - Uomo burger
- Quando c'era Marnie - Kazuhiko
- Baffo & Biscotto - Missione spaziale - Vick
- Si sente il mare - Taku Morisaki
- Shinko e la magia millenaria - Shimazu
- Predator: Killer dei Killer - Delgado

### Serie animate
- Due fantagenitori - Ed Leadly
- Gaspard e Lisa - Habib
- Neon Genesis Evangelion - Shigeru Aoba
- Cardfight!! Vanguard - Ren Suzugamori
- La prossima fantastica avventura di Archibald - Sage Strutter
- Our Cartoon President - Pete Buttigieg
- Le epiche avventure di Capitan Mutanda - Señor 'Jerry' Citizen e Smartsy Fartsy
- Animals - Stam
- New Looney Tunes - Webby
- Kengan Ashura - Ryo Himuro
- Record of Ragnarok - Ares